# Влахопулу, Ольга
О́льга Влахопу́лу (греч. Όλγα Βλαχοπούλου, род. 1974) — современная греческая поэтесса.

## Жизнеописание
Ольга Влахопулу родилась в Афинах. В 1995 году она знакомится с музыкантом Филиппосом Плиацикасом, основателем группы Пикс Лакс. Её первая песня была написана для этой группы. С 1998 по 2003 годы Ольга жила в Германии и работала в учреждении для детей, которые остались без семьи. В последние годы она пишет рассказы для драматической игры в дошкольных учреждениях. Ольга также является автором текстов для песен. Она сотрудничала с известными греческими исполнителями, такими как: Элефтерия Арванитаки, Димитрис Митропанос, Антонис Ремос, Никос Вертис, Элеонора Зуганели, Деспина Ванди, Сакис Рувас. С 2011 года Влахопулу активно сотрудничает с известными греческими композиторами: Антонисом Вардисом, Фивосом, Теофанусом, Димитрисом Контопулосом.
Ольга Влахопулу живет в городе Драма, замужем, имеет двух детей.

## Литературные произведения
В 2010 году была опубликована первая книга Влахопулу «Η μάγισσα Ανακατωσούρα και τα Χριστούγεννα των ανάποδων πραγμάτων» (рождественская сказка),. Официальная презентация книги состоялась 28 декабря 2010 года.

## Песни на стихи Влахопулу
- Элефтерия Арванитаки & Филиппос Пляцикас «Έχω ξεχάσει το όνομά μου» (2003)
- Pyx Lax «Μοναξιά μου όλα», «Έπαψες αγάπη να θυμίζεις» cd «Στίλβη» (2003)
- Emigre ft Антонис Ремос: «Σάββατο Απόγευμα» cd live «Στιγμές» (2009)
- Onirama «Μια μέρα στον αέρα» (2010)
- Элеонора Зуганели"Η αγαπή αργεί", «Γεννάει η ζωή» (2010)
- Emigre «Αφήνομαι», «Η συναυλία» cd «Κύκλος» (2011)
- Димитрис Митропанос «Όσοι ζουν αληθινά» cd «Στη διαπασών» (2011)
- Антонис Ремос «Η νύχτα δυο κομμάτια», «Όταν είσαι εδώ», «Φεγγάρια Χάρτινα», «Δεν κατάφερα» альбом «Kleista ta stomata» (2011)
- Пасхалис Терзис «Του Στέλιου η μπαλάντα», «Φεύγει η νύχτα» альбом «Δυο νύχτες μόνο» (2011)
- Никос Вертис «Εχει τελειωσει», «Θα έπρεπε να ντρέπεσαι», «Θύμωσε απόψε η καρδιά», «Ήρθες» (2011)
- Евдокия Кади «Ταξίδεψέ με» (2011)
- Антонис Вардис «Δεμένος εδώ» (2011)
- Яннис Вардис «Στα δύσκολα θα είμαστε μαζί», «Μια ανάσα» (2011)
- Деспина Ванди «Το λίγο σου να ζω», «Μ' ένα αντίο», «Πάλι επιστρέφω» альбом ‘Άλλαξα’ (музика — Фивос) (2012)[4]
- Константинос Аргирос «Γιατί εγώ», «Δική μου γίνε» (композитор — Йоргос Теофанус) (2012)
- Лукас Йоркас «Έμαθα» (2012)
- Сакис Рувас «Νιώσε τι θέλω» (музика — Димитрис Контопулос) (19 листопада 2012)[5][6]